# NATTS
Natts（ナッツ）は、南海電気鉄道が発行しているフリーペーパーで、同社の商標でもある。取材・編集はアド南海が担当している。姉妹紙として『P+natts』があったが、休刊中。

## 概要
正式名はNankai Area Top Total Siteである。2000年11月創刊。毎月1日に発行しているこのフリーペーパーは、表紙からの3ページで巻頭特集を、第2特集「駅前さんが行く」では沿線各駅にスポットを当てて、飲食店や雑貨店、観光スポットなどを紹介している。また、沿線のおでかけガイドはもちろん、沿線上にある大規模なショッピングモールの情報や、南海からのPRも掲載され、平均20ページで構成されている。『Natts』の前身は南海のPRを掲載していた『ニュース南海』であった。
2019年4月に大幅なリニューアルを行い、名称表記を「NATTS」から「Natts」へと変更した。

## 『Natts』関連の本
- まるごと南海沿線…今までに『Natts』上で登場した店や施設を一冊の本にしたもの。

## 『Natts』が配布されている駅・施設
南海本線・南海空港線・南海加太線
難波駅・新今宮駅・天下茶屋駅・岸里玉出駅・粉浜駅・住吉大社駅・住ノ江駅・七道駅・堺駅・湊駅・石津川駅・諏訪ノ森駅・浜寺公園駅・羽衣駅・高石駅・北助松駅・松ノ浜駅・泉大津駅・忠岡駅・春木駅・和泉大宮駅・岸和田駅・蛸地蔵駅・貝塚駅・二色浜駅・鶴原駅・井原里駅・泉佐野駅・羽倉崎駅・吉見ノ里駅・岡田浦駅・樽井駅・尾崎駅・鳥取ノ荘駅・箱作駅・淡輪駅・みさき公園駅・紀ノ川駅・和歌山市駅・りんくうタウン駅・関西空港駅・加太駅
南海高野線
汐見橋駅・帝塚山駅・住吉東駅・沢ノ町駅・我孫子前駅・浅香山駅・堺東駅・三国ヶ丘駅・百舌鳥八幡駅・中百舌鳥駅・白鷺駅・初芝駅・萩原天神駅・北野田駅・狭山駅・大阪狭山市駅・金剛駅・滝谷駅・千代田駅・河内長野駅・三日市町駅・美加の台駅・林間田園都市駅・御幸辻駅・橋本駅・高野山駅
南海泉北線
泉ヶ丘駅・栂・美木多駅・光明池駅・和泉中央駅
京阪電気鉄道
淀屋橋駅・天満橋駅・香里園駅・枚方市駅・樟葉駅
大阪高速鉄道（大阪モノレール）
千里中央駅・南茨木駅・門真市駅・大阪空港駅
商業施設
なんばCITY・なんばパークス・いずみおおつCITY・プラットプラット（堺駅東口）・ノバティながのNANKAI（河内長野駅西口）・岸和田カンカンベイサイドモール・関西国際空港ターミナルビル
フェリー
南海フェリー船内・徳島港フェリーターミナル
その他
スイスホテル南海大阪・なんば高速バスターミナル